# Pleurobrachia rhodopis
Pleurobrachia rhodopis är en kammanetart som beskrevs av Chun 1880. Pleurobrachia rhodopis ingår i släktet Pleurobrachia och familjen Pleurobrachiidae. Inga underarter finns listade i Catalogue of Life.